# Teatro Hidalgo de Zinapécuaro
El Teatro Hidalgo de Zinapécuaro es un histórico teatro ubicado en la localidad mexicana de Zinapécuaro en el estado de Michoacán de Ocampo, México. El inmueble es de estilo neoclásico y presenta en su exterior como acceso un pórtico soportado por columnas de orden jónico y en su interior la distribución de teatros de herradura en torno al escenario que es de tipo italiano.
El recinto forma parte de la llamada ruta de “Teatros Centenarios de Michoacán”, donde se enlistan históricos recintos teatrales de la entidad originados a finales del siglo XIX y principios del siglo XX. El Teatro Hidalgo de Zinapécuaro se originó durante el gobierno del Presidente de México Porfirio Díaz conocido como el periodo del “Porfiriato” época en que hubo un florecimiento económico y en donde en el ámbito cultural se construyeron varios teatros en el país bajo el concepto de “Teatro de la Ciudad”.
El Teatro Hidalgo de Zinapécuaro formaría parte de los festejos del Centenario de la Independencia de México a celebrarse en el año de 1910 pero no alcanzó a ser terminado en ese tiempo. El recinto fue nombrado  “Teatro Hidalgo” en homenaje al héroe nacional Miguel Hidalgo y Costilla considerado el padre de la patria en México, quien durante su campaña militar en el movimiento independentista recorrió varias poblaciones del centro occidente del país entre ellas Zinapécuaro (el recorrido en mención es conocido como la “Ruta de la Independencia o Ruta de Hidalgo”).

## Historia

### Origen
A finales del siglo XIX la entonces Villa de Zinapécuaro ya contaba con un pequeño teatro que se estableció en una antigua casona.
En el año de 1897 a iniciativa del licenciado Felipe Rivera Parra (1852-1920) (connotado abogado, benefactor y descubridor en 1901 de la estrella Nova Persei) quien era en ese entonces miembro de la junta directiva de Zinapécuaro, impulsó la reedificación del nuevo recinto en lo que fue el teatro anterior, el nuevo Teatro Hidalgo sería parte de los festejos del Centenario de la Independencia de México a celebrarse en el año 1910. Para su construcción se contemplaban invertir  30 mil pesos de la época. Pero el teatro no alcanzó a ser concluido para la fecha fijada por falta de recursos económicos. Una inauguración oficial ocurrió en 1926.  Se señala que el Teatro Hidalgo de Zinapécuaro fue el segundo en importancia en Michoacán durante la época del Porfiriato, después del teatro de la capital del estado, el Teatro Ocampo de Morelia.

### Deterioro
Con el tiempo el recinto sirvió como sala de cine y eventos diversos. El inmueble fue propiedad de un patronato que lo administraba, encabezado por la Sra. Amalia Estrada quien al considerar no rentable su mantenimiento decidió donarlo al gobierno del estado de Michoacán.  El Teatro Hidalgo de Zinapécuaro sufrió un largo periodo de abandono que ocasionó su deterioro en estructuras, mobiliario y fachadas, en el 2005 algunas áreas de las cubiertas y viguerías se encontraban en riesgo de colapso.

### Restauración
En el año 2006 se promovió la restauración del inmueble a iniciativa de un grupo de ciudadanos. El proceso de restauración y su financiamiento fue llevado a cabo por el ayuntamiento de Zinapécuaro y el gobierno de Michoacán a través de la secretaría de cultura estatal, así mismo se gestionaron recursos a la dependencia federal CONACULTA. El proceso se desarrolló en tres etapas, y fue reinaugurado el inmueble en octubre del 2007. Asimismo en el 2007 se busca establecer un convenio donde el gobierno de Michoacán cediera en comodato el inmueble al ayuntamiento de Zinapécuaro.

## Descripción arquitectónica

### El exterior
El Teatro Hidalgo de Zinapécuaro se localiza en una esquina entre las calles Rafael Carrillo y Juárez en la parte céntrica de Zinapécuaro, quedando a dos cuadras de la plaza principal de la población.
El edificio es una construcción sobre un teatro anterior donde se conservaron algunos elementos. Su arquitectura es de estilo neoclásico. Al oeste mira su fachada principal la cual es de un nivel y presenta un amplio pórtico soportado por seis columnas en cantera con capitel de orden jónico, en el portal se hallan tres puertas rectangulares de acceso. Los contrafuertes de las esquinas del portal son vestigios de la construcción del antiguo teatro, lo mismo que algunos elementos de la fachada lateral que también se conservó.

### El interior
Ingresando el pórtico de acceso inmediatamente se encuentra la sala de funciones la cual presenta planta en disposición de herradura, con tres niveles de palcos soportados en una estructura de acero y cubiertas de madera tallada. La sala tiene una capacidad para albergar 560 asistentes. El escenario es tipo italiano, luce un arco como marco y tiene piso de madera. El techo es de superficie plana y presenta una cubierta de madera.